# Living My Life (álbum)
Living My Life (español: Viviendo mi vida) es el sexto álbum de Grace Jones, publicado en 1982. Fue el último de los tres discos que grabó en Compass Point Studios en las Bahamas. Esta vez, Jones participó de la composición de cada canción del álbum a excepción de "The Apple Stretching", que fue originalmente escrita por Melvin Van Peebles y utilizada en el espectáculo de Broadway Waltz of the Stork (Vals de la Cigüeña).
Como sus dos antecesores, es una exploración de sonidos caribeños, reggae, new wave y música dance. Cinco de sus siete canciones fueron publicadas como sencillo, con distinto grado de éxito, y el álbum alcanzó posiciones elevadas en Reino Unido y Nueva Zelanda. La portada fue diseñada por Jean-Paul Goude, pareja de Jones por ese entonces, y es una de las imágenes más famosas de la cantante.

## Material no utilizado
La canción "Living My Life" fue en última instancia eliminada de la lista de canciones del álbum que lleva su nombre. Sin embargo, Jones la interpretó en varios programas de televisión y la incluyó en su concierto A One Man Show. En 1986 fue incluida como lado B del relanzamiento en el Reino Unido del sencillo "Love is the Drug" durante la promoción de Island Life, que se convirtió en un hit Top 40.
Otras canciones descartadas son "Man Around the House" (escrita por Jones y Barry Reynolds), y una versión de la canción de Johnny Cash "Ring of Fire". Ambas fueron incluidas en el álbum recopilatorio de 1998 Private Life: The Compass Point Sessions.

## Lista de canciones
Todas las canciones escritas y compuestas por Grace Jones y Barry Reynolds, salvo cuando se indica otra cosa. 
| Living My Life |                               |                    |          |  |
| N.º            | Título                        | Escritor(es)       | Duración |  |
| 1.             | «My Jamaican Guy»             | Jones              | 6:00     |  |
| 2.             | «Nipple to the Bottle»        | Jones, Sly Dunbar  | 5:55     |  |
| 3.             | «The Apple Stretching»        | Melvin Van Peebles | 7:08     |  |
| 4.             | «Everybody Hold Still»        |                    | 3:10     |  |
| 5.             | «Cry Now, Laugh Later»        |                    | 5:00     |  |
| 6.             | «Inspiration»                 |                    | 4:35     |  |
| 7.             | «Unlimited Capacity for Love» |                    | 5:45     |  |
| 37:33          |                               |                    |          |  |

## Personal
- Grace Jones - voz
- Wally Badarou - teclado
- Mikey Chung - guitarra
- Sly Dunbar - batería
- Barry Reynolds - guitarra
- Alex Sadkin - órgano, productor, ingeniero de mezcla
- Robbie Shakespeare - guitarra (bajo)
- Uziah "Sticky" Thompson - percusión

## Producción
- Benji Armbrister - ingeniero asistente
- Chris Blackwell - productor
- Michael Brauer - mezclador
- Jean-Paul Goude - diseño, fotografía
- Ted Jensen - mastering
- Rob O'Connor - diseño
- Trevor Rogers - fotografía
- Alex Sadkin - productor, ingeniero de mezcla
- Steven Stanley - ingeniero de mezcla

## Listas musicales

### Álbum
| Año  | Lista musical            | Posición |
| ---- | ------------------------ | -------- |
| 1982 | Billboard Hot 200        | 86       |
| 1982 | Billboard Top R&B Albums | 19       |
| 1982 | UK Albums Chart          | 15       |
| 1982 | Noruega                  | 13       |
| 1982 | Top 40 Holandés          | 13       |
| 1982 | Suecia                   | 7        |